# مايك غراهام (صحفي)
مايك غراهام (بالإنجليزية: Mike Graham)‏ هو صحفي بريطاني، ولد في 1961 في لندن في المملكة المتحدة.

## النشأة والتعليم
ولد جراهام في هامبستيد ، لندن لزوجين اسكتلنديين أرشيبالد جراهام (1923-2008) ، وهو فنان جرافيك ، وزوجته مايري ماكاليفي (مواليد 1924).
التحق كل من جراهام وشقيقته الكبرى بمدارس محلية في منطقة كامدن بلندن.التحق جراهام بجامعة باث لكنه تركها قبل التخرج.